# Dveri
Dveri (serb. Srpski pokret Dveri / Српски покрет Двери) – serbski ruch polityczny, a od 2015 partia polityczna o profilu prawicowym.

## Historia
Organizacja powstała w 1999 wokół studenckiego czasopisma „Dveri srpske”. Początkowo działała jako ruch polityczny z kolegialnym kierownictwem. W 2012 zaangażowała się w działalność polityczną – jej kandydat Vladan Glišić otrzymał 2,8% głosów w wyborach prezydenckich, a zorganizowana lista wyborcza pod nazwą Dveri za život Srbije dostała 4,3% głosów w wyborach parlamentarnych. W kolejnych wyborach do Zgromadzenia Narodowego w 2014 ugrupowanie również nie przekroczyło progu wyborczego, otrzymując 3,6% głosów. W 2015 ruch został zarejestrowany jako partia polityczna, jej kierownictwo objął Boško Obradović, zawiązano również koalicję z Demokratyczną Partią Serbii. W wyborach w 2016 sojusz Dveri z DSS uzyskał 5,0% głosów i 13 mandatów w parlamencie.
W 2018 partia współtworzyła porozumienie ugrupowań opozycyjnych pod nazwą Sojusz dla Serbii; koalicja ta zbojkotowała wybory parlamentarne w 2020, uznając je za niedemokratyczne. Przed wyborami parlamentarnymi w 2022 partia wraz ze środowiskiem monarchistów Žiki Gojkovicia zorganizowała koalicję, która w głosowaniu uzyskała 3,9% głosów i 10 mandatów.
W kolejnych wyborach w 2023 ruch startował wspólnie z Serbską Partią Dotrzymujących Przysięgi. Koalicja nie uzyskała poselskiej reprezentacji. W grudniu tego samego roku Boško Obradović zrezygnował z funkcji lidera ugrupowania.